# Kris Kross
Kris Kross foi um duo de rap americano da década de 1990 formado por Chris "Mac Daddy" Kelly (Atlanta, 11 de agosto de 1978 - 1 de maio de 2013) e Chris "Daddy Mac" Smith. O duo é mais conhecido por sua canção "Jump" (1992), que foi #1 na Billboard Hot 100, durante oito semanas e recebeu o certificado de platina duplo. Kris Kross também ficou conhecido por seu estilo fashion, que consistia em vestir suas roupas para trás. No dia 01 de maio de 2013, Chris Kelly, foi encontrado inconsciente em sua casa, na cidade de Atlanta, e foi declarado morto depois de ser encaminhado para um hospital local.

## Discografia

### Álbuns de estúdio
- Totally Krossed Out (1992)
- Da Bomb (1993)
- Young, Rich & Dangerous (1996)

### Álbuns remix
- Best of Kris Kross Remixed '92 '94 '96 (1996)

### Coletâneas
- Gonna Make U Jump (1998)